# .38-40 Winchester

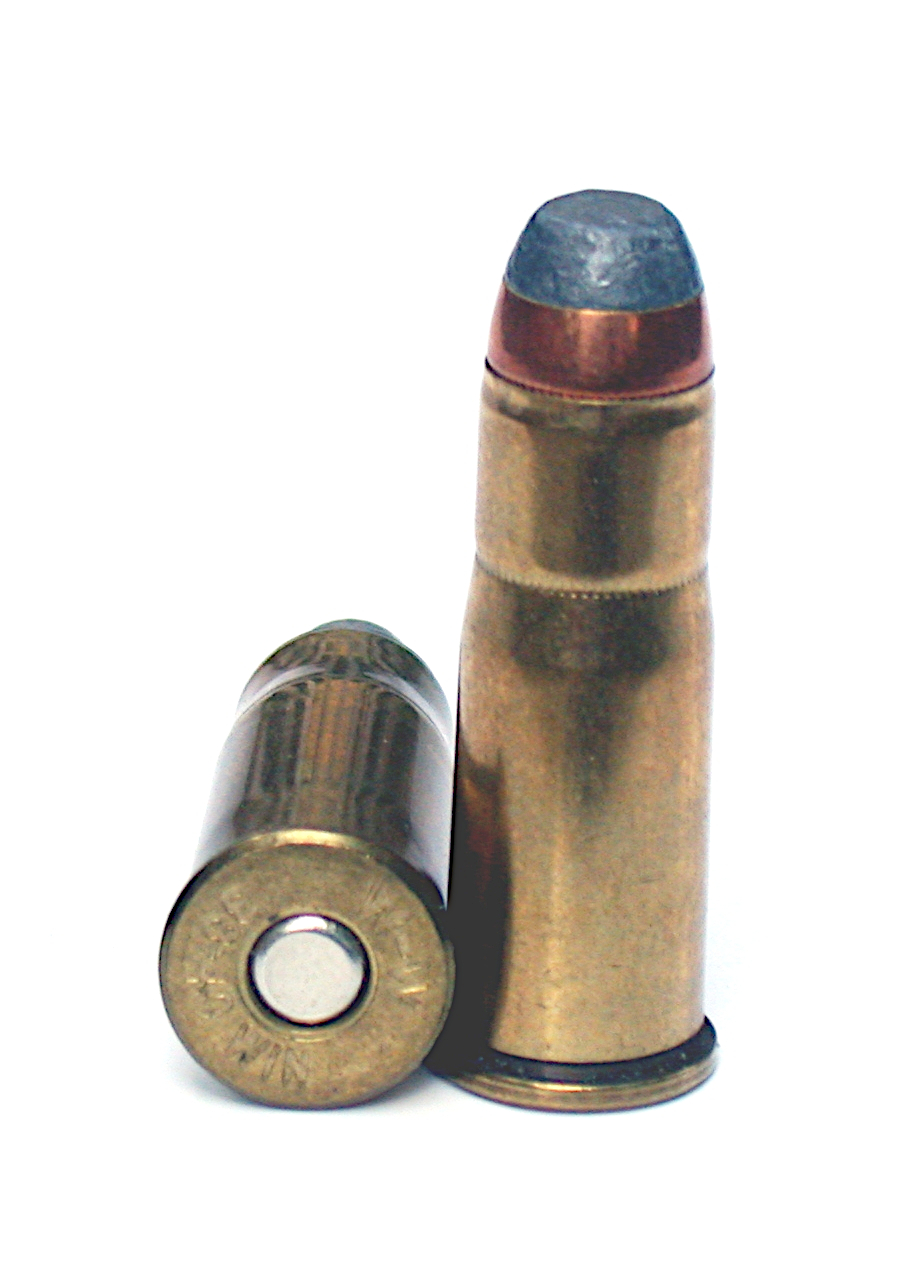
O .38-40 WCF.

O .38-40 Winchester ou simplesmente .38-40, também conhecido como .38 WCF (de Winchester Center Fire) é na verdade um cartucho de "calibre .40" disparando balas de calibre .401 (10,2 mm). O .38-40 Winchester foi introduzido pela Winchester em 1874 e é derivado de seu .44-40 Winchester. Este cartucho foi inicialmente introduzido para rifles, mas em sua reintrodução para Cowboy Action Shooting viu alguma popularidade como cartucho para revólveres. Não é particularmente adequado para caça maior, mas era popular quando foi introduzido, junto com o anterior .44-40, para a caça de veados. Pode ser usado com sucesso em animais de caça menores e para autodefesa. As cargas atuais são destinadas a revólveres.

## Projeto e histórico

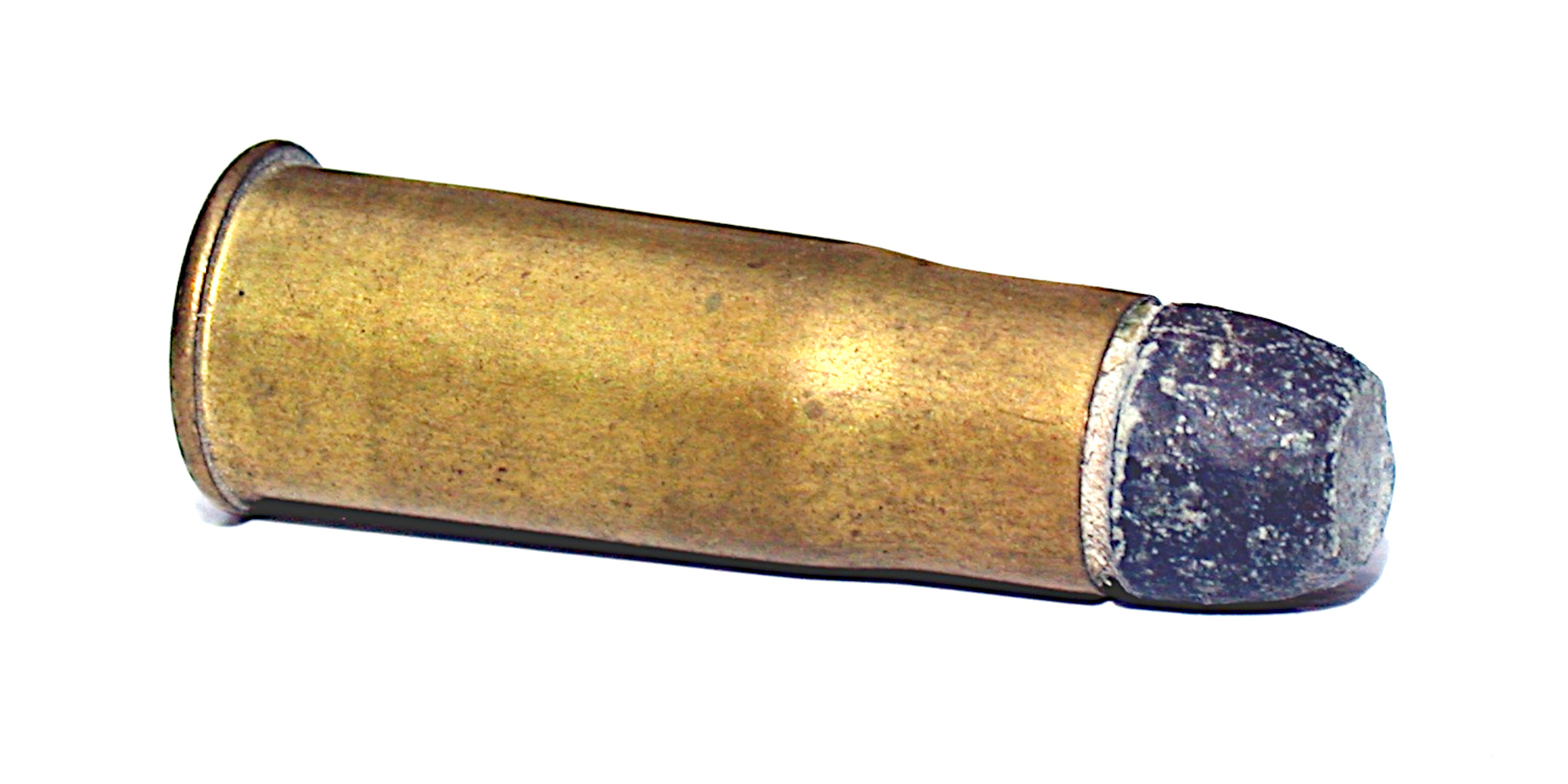
Exemplar antigo do .38-40 Winchester.

Não está claro por que o .38-40 Winchester foi introduzido, pois é muito semelhante ao .44-40 do qual foi derivado. Gera aproximadamente 110 ft-lbf (150 J) menos energia na boca do cano e velocidade de saída de cerca de 110 pés/s (34 m/s) inferior ao 44-40. O projétil difere apenas 0,026 polegadas no diâmetro e 20 grãos (1,3 g) no peso padrão do projétil em relação ao original 44-40. O objetivo pode ter sido reduzir o recuo, mantendo uma densidade seccional de projétil semelhante.

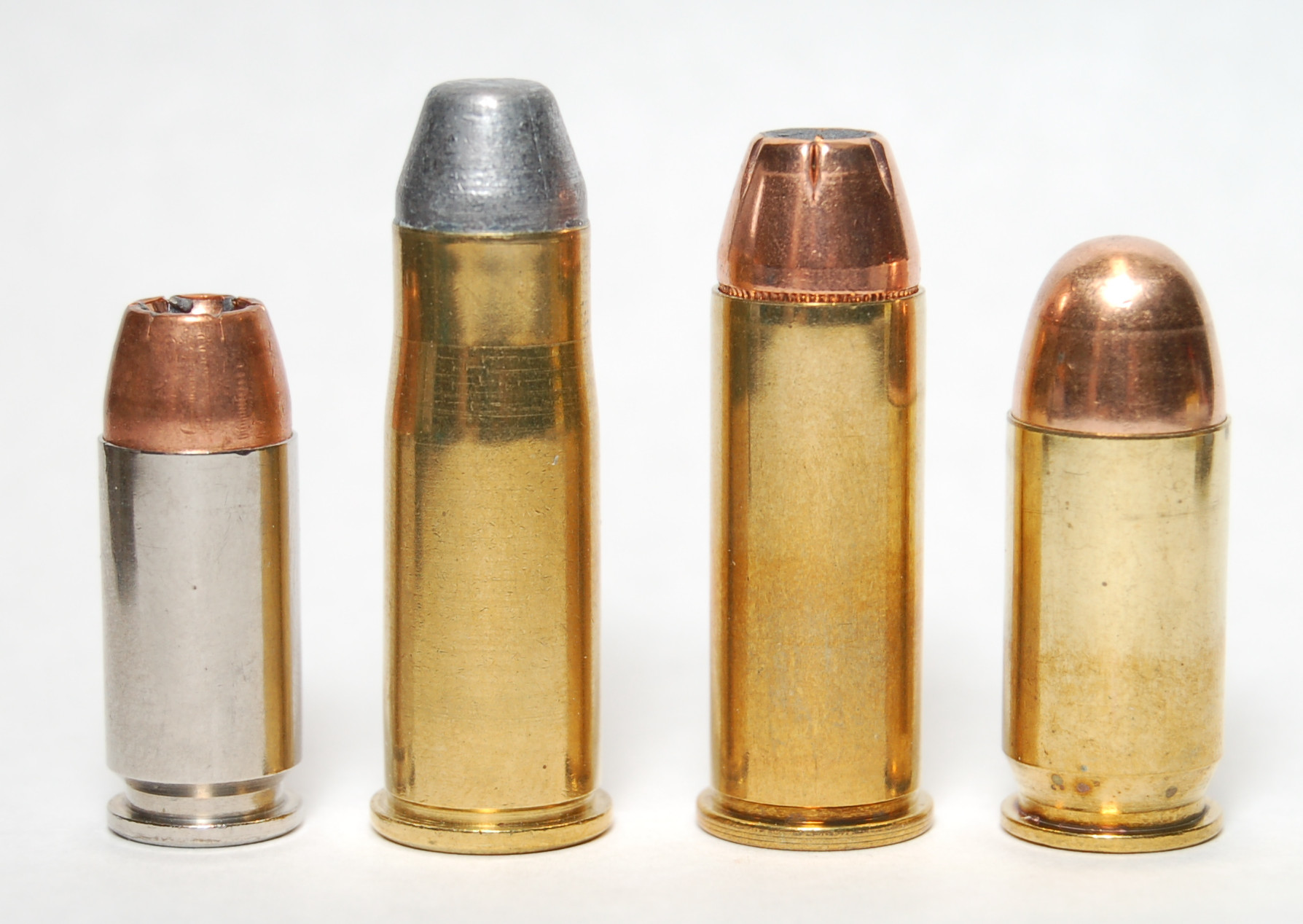
A partir da esquerda: .40 S&W, .38-40 WCF .44 Special, e .45 ACP.

Um elemento de design incomum deste cartucho é que a munição de fábrica usa um estojo com perfil diferente do da câmara padrão para este cartucho, a munição de fábrica tendo um pescoço muito mais longo do que a câmara padrão. A maioria das matrizes de recarga são projetadas para dimensionar o estojo de acordo com a especificação da câmara, em vez do perfil do estojo original da fábrica.

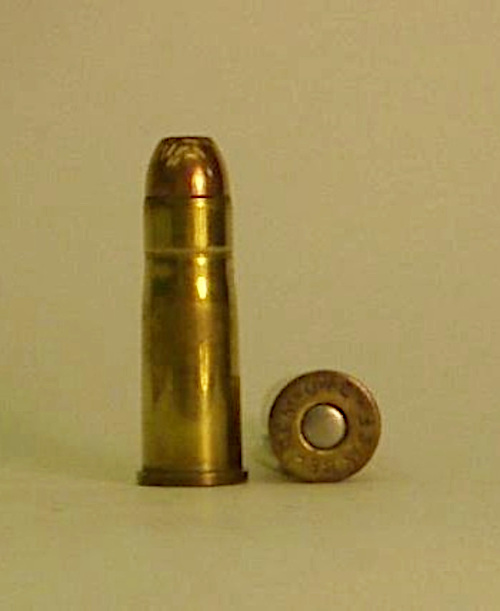
Exemplar do .38-40 WCF com bala jaquetada.

O interesse renovado neste calibre pode ser explicado pela crescente popularidade dos eventos de Cowboy Action Shooting e de silhueta metálica. Vários revólveres de ação simples foram recentemente adaptados para este cartucho, incluindo o Ruger Vaquero. Os dados de recarga mais modernos para este cartucho são encontrados na seção de armas de fogo dos manuais de recarga.

## Performance
Embora introduzido como um cartucho "versátil", fontes tradicionais sugerem que o .38-40 tem um desempenho inadequado para caça de cervos. Balisticamente, as cargas comerciais de 'cowboy' são semelhantes às do muito mais novo .40 S&W, compartilhando o mesmo diâmetro e peso da bala e velocidade de saída semelhante.
Um número limitado de cargas de 'caça' estão disponíveis comercialmente, que produzem cerca de 25% mais energia da boca do que a munição para tiro ao alvo mais comum.

## Dimensões

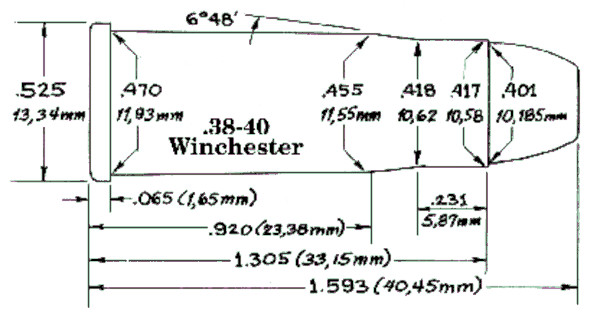

## Sinônimos
- .38-40
- .38-40 WCF
- .38 CFW
- .38 WCF